# Корона королевы Александры

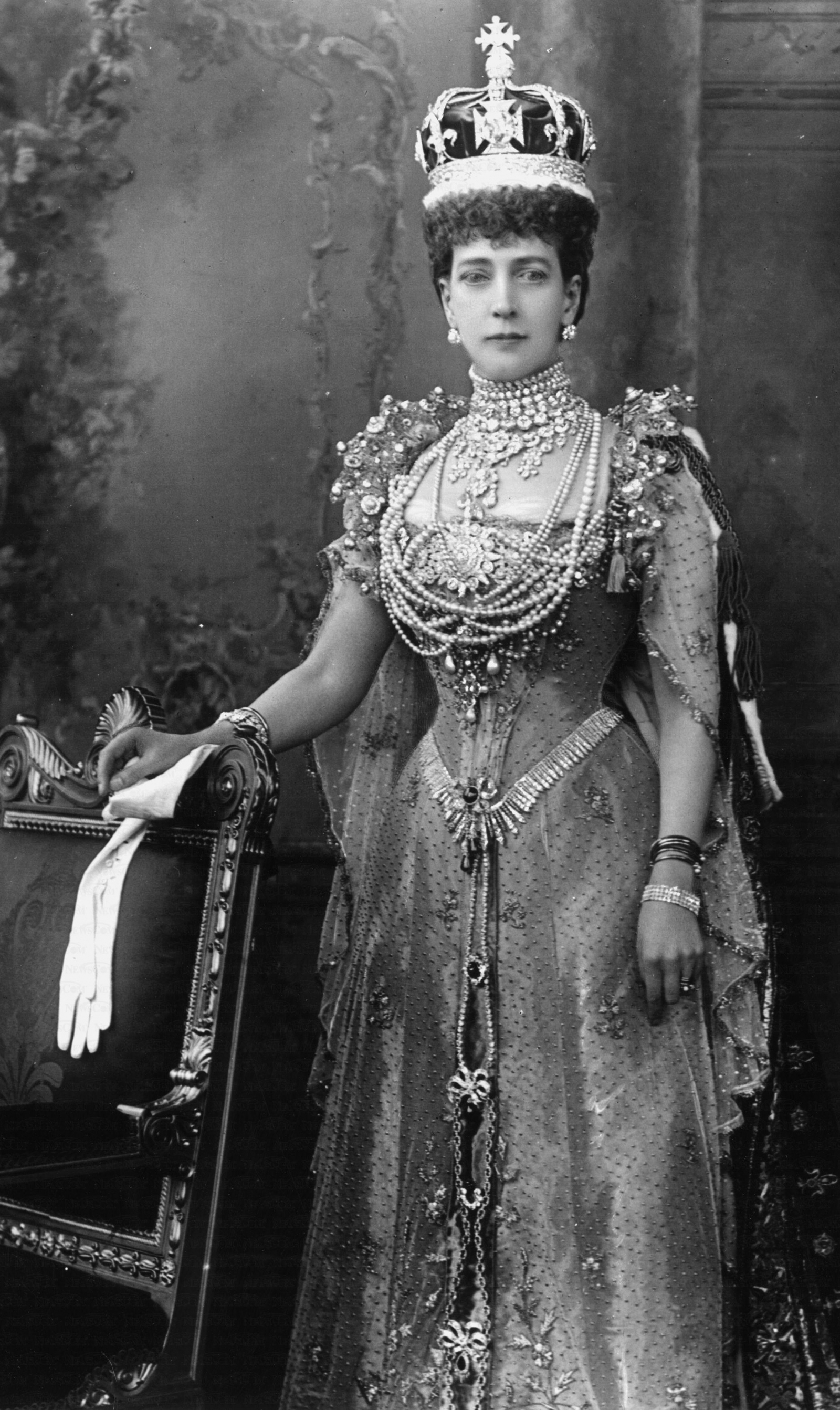
Королева Александра в короне. Корона европейского стиля, имеет больше полуарок, чем обычно в британских коронах.

Корона королевы Александры (англ. Crown of Queen Alexandra) — корона королевы-консорта Александры Датской, супруги короля Великобритании Эдуарда VII, изготовленная для коронации 1902 года.

## История
Начиная с Марии Моденской (коронована в 1685 году), королевы-консорты Великобритании носили корону Марии Моденской. Эта традиция была изменена в 1831 году, когда для королевы-консорта Аделаиды Саксен-Мейнингенской, супруги короля Вильгельма IV, была изготовлена новая корона.
Когда после смерти Вильгельма IV на трон взошла королева Виктория (коронация состоялась в 1838 году), её супруг, принц-консорт Альберт Саксен-Кобург-Готский не был коронован, и на протяжении 64-летнего правления Виктории корона консорта оставалась невостребованной. После смерти королевы Виктории в 1901 году на престол взошёл Эдуард VII, и его супругу Александру решено было короновать в качестве королевы-консорта, но не использовать для этого корону Аделаиды, а изготовить новую корону. Супруги были коронованы 9 августа 1902 года в Вестминстерском аббатстве Лондона. Новую корону, украшенную знаменитым алмазом «Кохинур», возложил на голову Александры архиепископ Йоркский Уильям Маклаган.

## Описание
Корона изготовлена в стиле, отличном от стандартного стиля британских крон, более близком к стилю континентальных европейских королевских корон. По высоте корона Александры меньше, чем традиционные британские короны, и, что совершенно для них нехарактерно, содержит восемь полуарок. Передняя полуарка соединена с крестом, отделанном драгоценностями, в который был вставлен знаменитый алмаз «Кохинур». Как и у изготовленных впоследствии корон королевы Марии и королевы Елизаветы, полуарки являются съёмными, что позволяло носить корону как диадему.
Корону королевы Александры впоследствии не носили другие королевы-консорты, для королевы Марии Текской в 1911 году и Елизаветы Боуз-Лайон в 1937 году были изготовлены новые короны. Основные драгоценные камни в короне Александры были заменены искусственными, а алмаз «Кохинур» в 1911 году был перенесён в корону королевы Марии, и в 1937 — в корону королевы Елизаветы, где и находится в настоящий момент.